# Revised Standards
Revised Standards (укр. Переглянуті стандарти) — набір джазових стандартів, аранжованих Беном Джонстоном 1987 року для виконання струнним квартетом в чистому строї.
Revised Standards — це набір джазових композицій, аранжованих для струнного квартету американським композитором Беном Джонстоном. Його було створено 1987 року, після того, як композитор переїхав з Іллінойсу, де він жив та працював понад 30 років, до Північної Кароліни. Як згадував Джонстон, він співпрацював з невеликим жіночим ансамблем струнних інструментів, зосередившися на аранжуванні як джазових стандартів, так і творів, написаних для таких співачок, як Біллі Голідей та Елла Фіцджеральд. Всі композиції виконувалися не в рівномірно-темперованому, а в чистому строї.
Revised Standards складається з трьох композицій. Чільна «Revised Standards» заснована на творах «How Long Has This Been Going On?» Джорджа Гершвіна та «Little Girl Blue» Річарда Роджерса. «Set for Billie Holiday» є попурі з трьох пісень з репертуару Біллі Голідей, «Lover Man (Oh, Where Can You Be?)», «No More» та «When Your Lover Has Gone». Заключна «I Concentrate on You» є аранжуванням однойменної композиції Коула Портера.
Прем'єра Revised Standards відбулася 2010 року на концерті музичної серії Jacaranda в Санта-Моніці у виконанні квартету Denali Quartet. Марк Свед з газети «Лос-Анджелес таймс» писав: «Знайомі звуки то з'являються, то зникають, ніби фільтруються крізь приємний сон. Дивні гармонії у другій скрипці й альті заманливо змінюють образ старовинних пісень. У наборі пісень Біллі Голідей виявляється, що блюзові тони та мікротони є схожими, магічними речами».
2012 року Revised Standards було записано в Лос-Анджелесі струнним квартетом Eclipse String Quartet. Цей запис увійшов до збірки творів Джонстона Ruminations, що вийшла 2014 році на лейблі Microfest Records.